# Preixens
Preixens – gmina w Hiszpanii, w prowincji Lleida, w Katalonii, o powierzchni 28,75 km². W 2011 roku gmina liczyła 471 mieszkańców.